# موسم صيد (فلم)
موسم صيد (بالإنجليزية: Open Season) فيلم رسوم متحركة مرسوم بواسطة الحاسوب من إنتاج رسومات سوني المتحركة ومن إخراج روجر اليرز، جيل كلتون وأنتوني ستاشي. صدر بتاريخ 29 سبتمبر، 2006 بواسطة رسومات كولومبيا.
تحكي قصة عن حيوانين في الغابة ومصيرهما مع بعضهما البعض. . فهما لا ينسجمان مع بعضهما أبدا ويعيشان في عزلة عن المجتمع.
ف«بوغ» دب أبيض وديع بينما «إيليوت» غزال كثير النسيان يسبب المشاكل بغير قصد فيهجره القطيع ويكافحان معا للتكيف مع حياة الغابة وحدهما.
وهكذا تنقلب الحياة المثالية التي كان يعيشها الدب الآليف «بوج» رأسا على عقب بعد أن يلتقي بالغزال «إيليوت» على الرغم من أنه لا يملك أية مهارات تمكنه من العيش في الغابة. لأنه يعيش في مرآب الحارس. يقوم الغزال «ايليوت» بإقناعه بالخروج من منزله الآمن. والذهاب إلى الغابة قبل يومين فقط من بدء موسم الصيد. لكن سرعان ما تتطور الأمور وتخرج عن السطرة.

## وصلات خارجية
- الموقع الرسمي
- مقالات تستعمل روابط فنية بلا صلة مع ويكي بيانات